# Земцово (Архангельська область)
Земцово (рос. Земцово) — присілок в Пінезькому районі Архангельської області Російської Федерації.
Населення становить 143 особи. Входить до складу муніципального утворення Шилегське муніципальне утворення.

## Історія
Від 1937 року належить до Архангельської області.
Орган місцевого самоврядування від 2004 року — Шилегське муніципальне утворення.

## Населення
| 2002 | 2010 | 2012 |
| ---- | ---- | ---- |
| 147  | ↘122 | ↗143 |